# Clown hospitalier

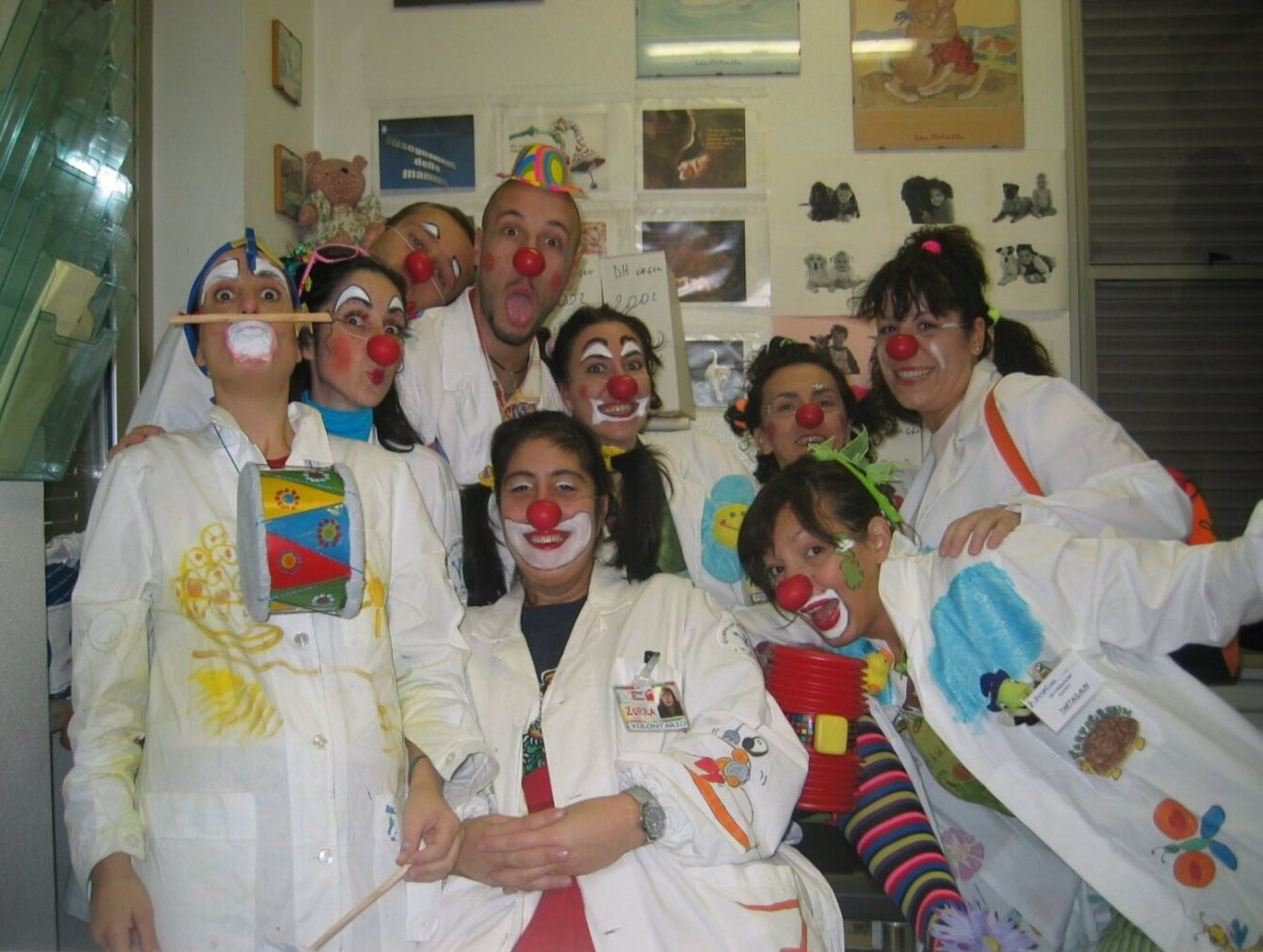
Un groupe de clowns en fonction à l'hôpital pédiatrique Bambino Gesù de Rome.

Les « clowns hospitaliers »  sont des clowns spécialement formés pour intervenir en milieu hospitalier et dans les centres de soins. Ils sont parfois appelés hôpiclowns ou « Docteur clown » (anglais : Clown Doctor, une marque déposée dans plusieurs pays). L'action des clowns hospitaliers a pour but de contribuer au processus de guérison grâce à la force positive de l'espoir et de l'humour. Ils ont aussi un effet positif pour le personnel et les familles de malades.

## Histoire
Des clowns hospitaliers professionnels ont commencé à travailler en 1986 dans des hôpitaux de New York. Depuis lors, des programmes analogues existent en Australie, en Nouvelle-Zélande, aux États-Unis (dans tous les États), au Canada et dans de nombreux pays d'Europe.

## Europe

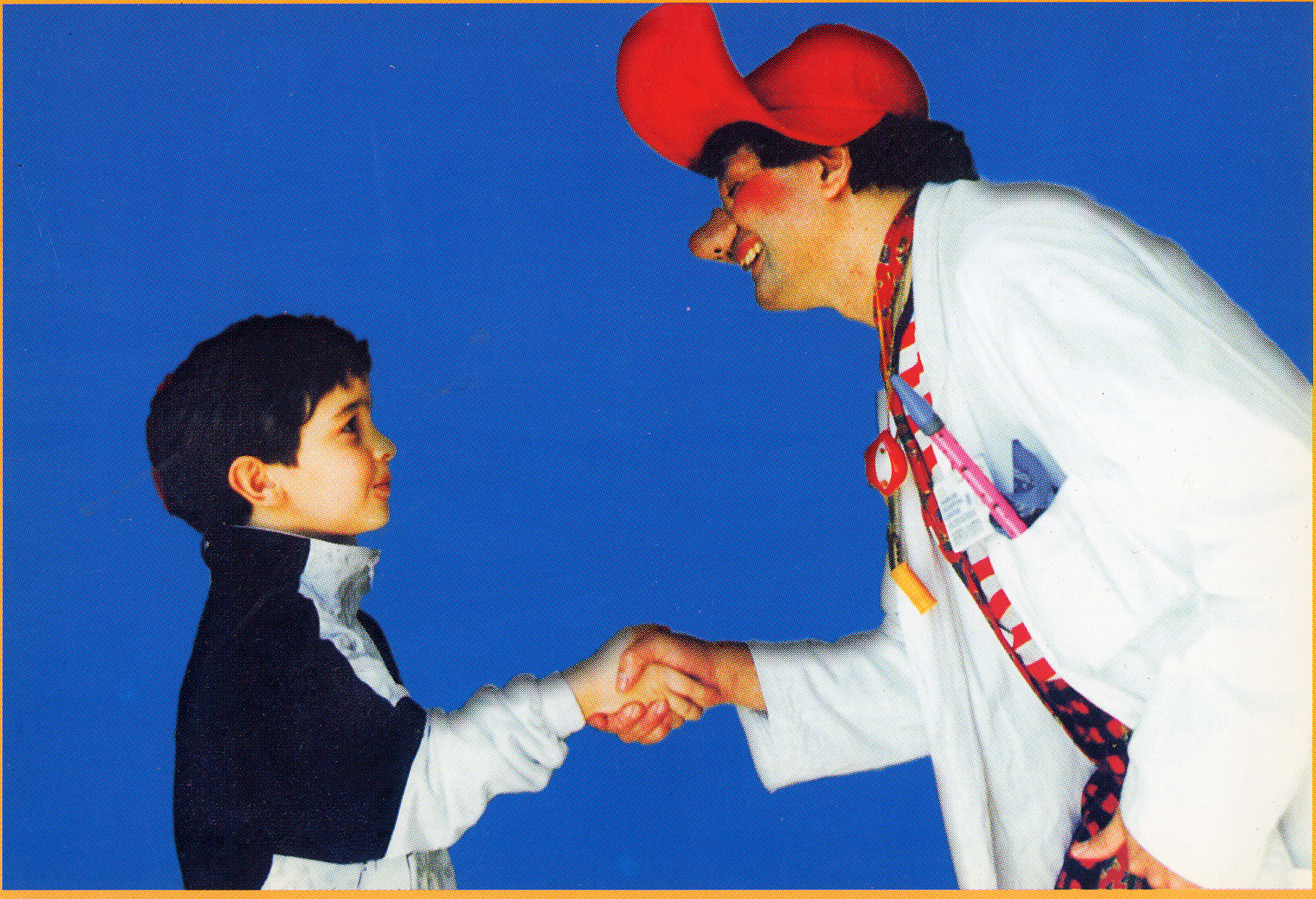
Vladimir Olshansky, clown d'origine russe, cofondateur de Soccorso Clown. À l'Hôpital des enfants de Florence en 1999.

La Fédération européenne des organisations de clowns hospitaliers (European Federation of Hospital Clown Organizations - EFHCO) est fondée en 2011. Elle réunit des associations d'Allemagne (KlinikClowns Bayern, Bavière, 43 000 visites par an), Autriche (Rote Nasen Clowndoctors (de), 88 000 visites), Belgique (Cliniclowns België, 22 000 visites), Écosse (Hearts & Minds, 15 000 visites), France (Le Rire médecin, 71 000 visites), Italie (Soccorso Clown Societa, 45 000 visites), Norvège, Pays-Bas (CliniClowns, 95 000 visites par an), Suisse (Fondation Théodora, 77 000 visites, et Hôpiclowns, 500 visites) et République tchèque.
D'autres faîtières existent en Allemagne (Clowns in Medizin und Pflege, 2004), en France (Fédération française de clowns hospitaliers - FFACH, 2009) et en Suisse romande (Association romande de clowns d'hôpital - ARCHOP, 2004). 
Une association dédiée existe aussi en Russie (Hospital Clowns, 2005)[source insuffisante].

## Technique

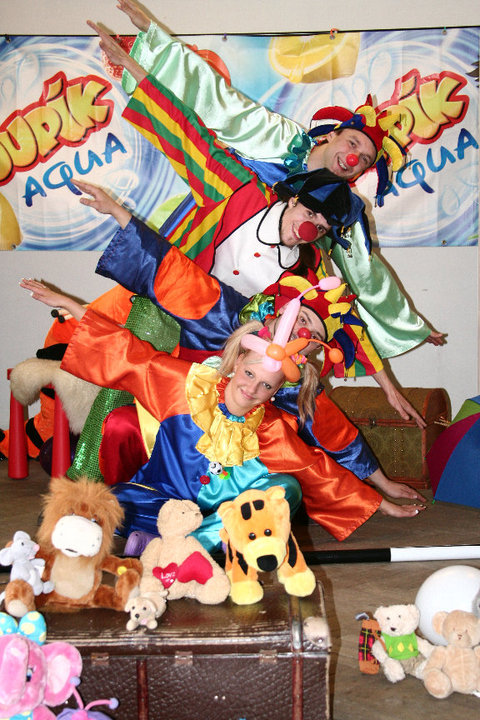
Clowns tchèques en hôpital, 2010.

Les clowns hospitaliers s'adressent spécifiquement aux besoins psycho-sociaux des enfants hospitalisés, et ils rendent aussi visite à des adultes. Ils parodient la routine des soins pour aider les enfants à s'adapter à cet environnement, ils les distraient et démystifient les procédures douloureuses ou effrayantes. L’atmosphère ludique peut aider les enfants à oublier pour quelques instants la maladie et le stress.
Les techniques utilisées comprennent la prestidigitation, les histoires et d'autres outils des clowns qui permettent aux enfants de se renforcer pour faire face aux émotions qu'ils peuvent vivre à l'hôpital : la peur et l'anxiété,, la solitude et l'ennui.
L'humour et le rire agissent contre le stress et réduisent le sentiment de douleur par la libération d'endorphines (l'antidouleur naturel du corps), renforcent le système immunitaire par l'augmentation des lymphocytes T et par la diminution du cortisol sérique, promeuvent une attitude positive, aident à faire face aux situations difficiles et créent des liens et ainsi le soutien entre les personnes, et tout ceci participe au processus de guérison.
Des recherches sur les effets bénéfiques du rire sur la santé ont été faites depuis des décennies par des médecins, et se poursuivent. Des chercheurs s'intéressent aussi aux effets psychologiques du rire, et spécifiquement au travail des clowns hospitaliers[source secondaire souhaitée].